# Nowaja Jagnica
Nowaja Jagnica (ros. Новая Ягница) – wieś w Rosji, w rejonie czerepowieckim obwodu wołogodzkiego. W 2010 liczyła 27 mieszkańców.